# Владимиров, Александр Николаевич
Александр Николаевич Владимиров (1875 — ?) — русский военный деятель, полковник. Герой Первой мировой войны, участник Русско-японской войны.

## Биография
В 1895 году вступил в службу после окончания 2-й Тифлисской классической гимназии. В 1897 году после окончания Алексеевского военного училища по I разряду произведён в подпоручики и  выпущен в Бакинский 153-й пехотный полк. В 1900 году произведён в поручики.
С 1904 года участник Русско-японской войны, штабс-капитан — командир роты Бакинского 153-го пехотного полка, был ранен в бою. За боевые отличия в этой войне был награждён орденами Святого Станислава 2-й степени с мечами, Святой Анны 3-й степени с мечами и бантом и 2-й степени с мечами.
В 1908 году произведён в капитаны. С 1914 года участник Первой мировой войны во главе своей роты. В 1915 году за боевые отличия произведён в подполковники — командир батальона. В 1917 году произведён в полковники.

Высочайшим приказом от 7 января 1916 года за храбрость награждён орденом Святого Георгия 4-й степени: 
За то, что в бою 30-го декабря 1914 года во главе своей роты атаковал турок в горах Ахъ-Баба и с боя взял 4 орудия

Высочайшим приказом от 7 января 1916 года за храбрость награждён Георгиевским оружием: 
За то, что в бою 15-го декабря 1914 года будучи выдвинут со своей ротой из резерва с приказание поддержать около с. Царсъ левый фланг 156-го пехотного Елисаветпольского Генерала Князя Цицианова полка, отходившей под натиском превосходных сил турок, он выдвинулся уступом впереди фланга названного полка и дружной штыковой атакой вместе с ними, несмотря на убийственный огонь противника, опрокинул подходивших турок и взял в плен более 100 аскеров

## Награды
- Орден Святой Анны 3-й степени с мечами и бантом (ВП 1905)
- Орден Святого Станислава 2-й степени с мечами (ВП 1905)
- Орден Святой Анны 2-й степени с мечами (ВП 1905)
- Орден Святого Владимира 4-й степени  (ВП 16.05.1914)
- Военный крест (Великобритания) (ВП 29.06.1915 — пожалован королём английским по обстоятельствам текущей войны[3])
- Орден Святого Георгия 4-й степени (ВП 07.01.1916)
- Георгиевское оружие (ВП 07.01.1916)